# 2. Fliegerausbildungs-Division
Die 2. Fliegerausbildungs-Division war ein Großverband der Luftwaffe der Wehrmacht im Zweiten Weltkrieg.

## Geschichte
Die 2. Fliegerausbildungs-Division wurde am 15. Oktober 1943 in Göppingen gebildet. Sie war dem Luftwaffenbefehlshaber Mitte unterstellt. Ihr unterstanden diverse Fliegerregimenter, in denen Luftwaffenangehörige ihre Grundausbildung absolvierten. Am 1. November 1943 wurde sie in die 1. Fliegerschul-Division umbenannt.

## Unterstellte Verbände
Der 2. Fliegerausbildungs-Division unterstanden in Ausbildungsangelegenheiten unter anderem:
- Schlachtgeschwader 102
- Jagdgeschwader 102
- Jagdgeschwader 107
- Jagdgeschwader 103
- Jagdgeschwader 108
- Nachtjagdgeschwader 102
- sowie mehrere Flugzeugführerschulen